# Андреас Грубер
Андреас Грубер (нім. Andreas Gruber; нар. 29 червня 1995, Мюрццушляґ, Австрія) — австрійський футболіст, вінгер віденської «Аустрії».

## Ігрова кар'єра

### Клубна
Андреас Грубер є вихованцем футбольної школи клубу «Штурм», де у 2014 році він внесений в заявку на участь у чемпіонаті Австрії. 17 серпня у матчі проти столичної «Аустрії» Грубер дебютував на професійному рівні.
Після завершення контракту з клубом влітку 2017 року Андреас Грубер як вільний агент перейшов до клубу «Маттерсбург», де провів наступні три роки. Після чого також на правах вільного агента перейшов до клубу Бундесліги ЛАСК зі свого рідного міста Лінц.
Влітку 2022 року вінгер став гравцем віденьської «Аустрії». Першу гру у новій команді футболіст провів 16 липня в рамках Кубка Австрії.

### Збірна
У 2015 році у складі молодіжної збірної Австрії Андреас Грубер брав участь у молодіжному чемпіонаті світу, що проходив у Новій Зеландії. На турнірі футболіст провів чотири гри.